# Locomotion No. 1
Die Locomotion No. 1 war eine frühe Dampflokomotive. Sie wurde vom Maschinenbauunternehmen von George und dessen Sohn Robert Stephenson hergestellt. Die Lokomotive fuhr für die Stockton and Darlington Railway und war die erste Dampflokomotive, die für den Fahrgastbetrieb genutzt wurde.

## Geschichte

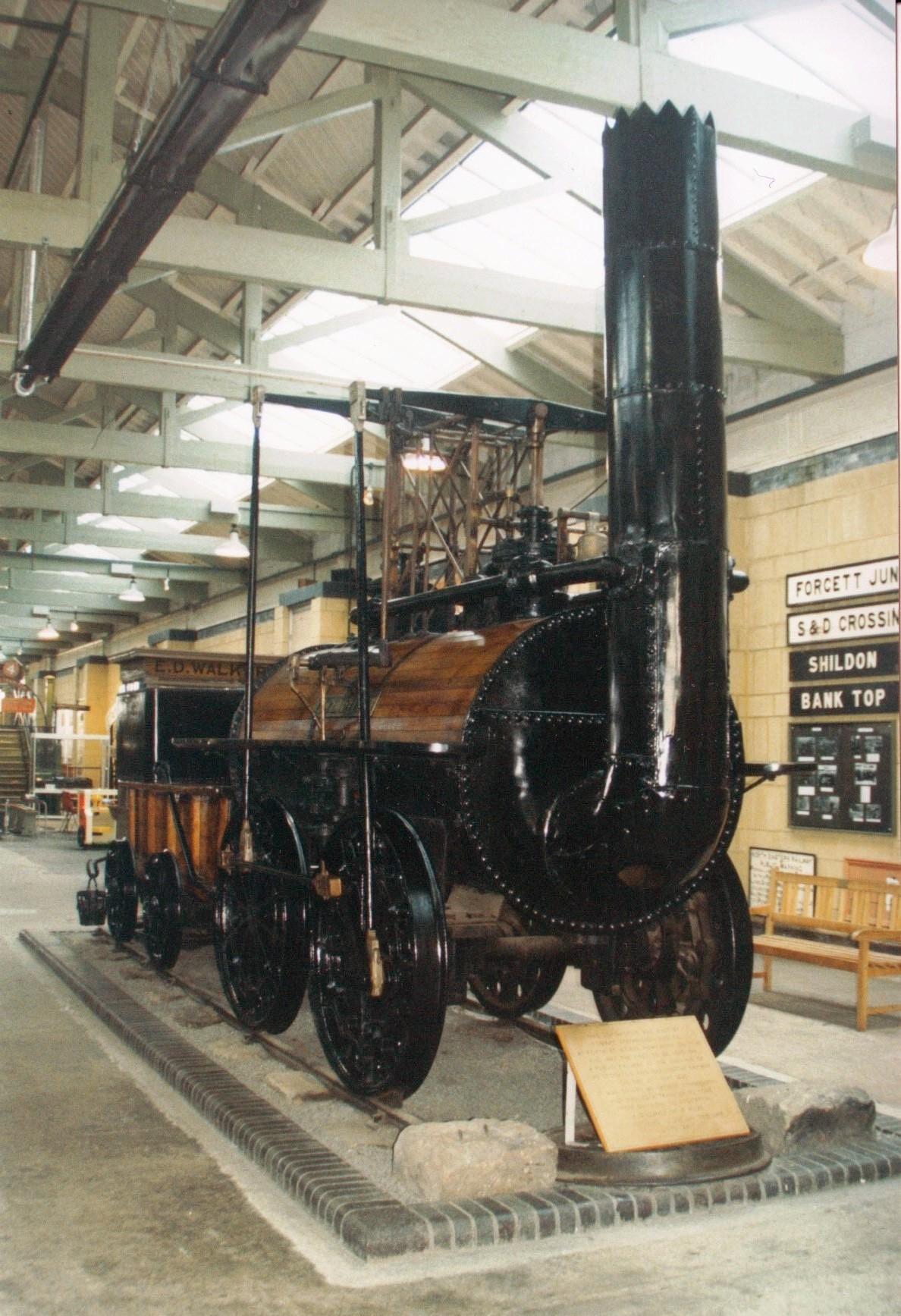
Die Locomotion No. 1 im Museum in Darlington

Am 16. September 1824 bestellte die Stockton and Darlington Railway Dampflokomotiven. Die Lokomotive Active, die später in Locomotion Nr. 1 umbenannt wurde, sollte dabei als erste Dampflokomotive für den Fahrgastbetrieb eingesetzt werden.
Die Lokomotive wurde für eine Maximalgeschwindigkeit von bis 15 mph, also ca. 24 km/h, gebaut. Es wird vermutet, dass bei der Locomotion No. 1 erstmals Kuppelstangen genutzt wurden, die die Räder verbanden. Dies brachte neben dem Antrieb auf beide Achsen Vorteile in der Fahrdynamik, da die Lokomotive weniger zum Schleudern neigte, als Maschinen mit nur einer angetriebenen Achse.
Nach Fertigstellung der Lokomotive wurde sie im September 1825 über den Straßenweg von Newcastle nach Darlington transportiert. Am 26. September 1825 wurden Testfahrten zwischen Shildon und Darlington durchgeführt. Der reguläre Betrieb wurde am folgenden Tag aufgenommen. Locomotion No. 1 führte den ersten Zug der Stockton and Darlington Railway, bestehend aus elf Kohlewagen und 20 Personenwagen. Der Zug hatte ein Gewicht von 80 Tonnen und eine Länge von 120 Meter, als Lokomotivführer stand George Stephenson auf dem Führerstand.
Die Lokomotive wurde von der Stockton and Darlington Railway bis zum 1. Juli 1828 betrieben, als das Fahrzeug nach einem Kesselzerknall schwer beschädigt wurde. Dabei kam der Lokführer ums Leben. Die Lok wurde daraufhin wieder aufgebaut und bis 1850 eingesetzt und anschließend noch einige Jahre als stationäre Dampfmaschine zum Antrieb einer Pumpe in einem Bergwerk genutzt. Sie blieb auf private Initiative museal erhalten und ist im Museum Head of Steam am Bahnhof North Road in Darlington ausgestellt.
Ein Nachbau der Lokomotive steht im North of England Open Air Museum.